# ヴィルヘルム1世 (バイエルン公)
ヴィルヘルム1世（Wilhelm I., 1330年5月12日 - 1389年4月15日）は、14世紀の下バイエルン公。エノー伯、ホラント伯、ゼーラント伯、レスター伯（妻の権利による）でもあった。父は神聖ローマ皇帝ルートヴィヒ4世、母はエノー伯、ホラント伯、ゼーラント伯の相続人マルガレーテ女伯。ルートヴィヒ5世、シュテファン2世は異母兄、ルートヴィヒ6世は同母兄、アルブレヒト1世、オットー5世は同母弟である。

## 生涯
1347年に父が没し、1349年に遺領が分割された時、ヴィルヘルム1世は異母兄のシュテファン2世と同母弟のアルブレヒト1世と共に下バイエルンを相続した（上バイエルンはルートヴィヒ5世、ルートヴィヒ6世、オットー5世が相続した）。その後、1353年に下バイエルンは更に分割、シュテファン2世はランツフートを獲得、ヴィルヘルム1世とアルブレヒト1世はシュトラウビングの公爵となった。
1350年、母がネーデルラント貴族に擁立されてヴィルヘルム1世と対立、イングランド王エドワード3世の介入もあり内戦が拡大したが、1354年に和睦、母の領土の一部、ホラントとゼーラントを譲り受けたが、残りのエノーは1356年の母の死によって相続した。
しかし、1357年に精神に異常をきたしたため、アルブレヒト1世が政務を代行、ヴィルヘルム1世は1389年に死ぬまで幽閉された。その後、シュトラウビング、ホラント、ゼーラント、エノーはアルブレヒト1世に受け継がれた。
1352年にランカスター公ヘンリー・オブ・グロスモントの長女モード（ジョン・オブ・ゴーントの義姉）と結婚したが、子はなかった。